# Aphaenogaster uinta
Aphaenogaster uinta é uma espécie de inseto do gênero Aphaenogaster, pertencente à família Formicidae.